# Municipio de Grant (condado de DeKalb, Misuri)
El municipio de Grant (en inglés: Grant Township) es un municipio ubicado en el condado de DeKalb en el estado estadounidense de Misuri. En el año 2010 tenía una población de 321 habitantes y una densidad poblacional de 2,45 personas por km².

## Geografía
El municipio de Grant se encuentra ubicado en las coordenadas 39°59′3″N 94°23′2″O / 39.98417, -94.38389. Según la Oficina del Censo de los Estados Unidos, el municipio tiene una superficie total de 130.88 km², de la cual 129,06 km² corresponden a tierra firme y (1,39 %) 1,81 km² es agua.

## Demografía
Según el censo de 2010, había 321 personas residiendo en el municipio de Grant. La densidad de población era de 2,45 hab./km². De los 321 habitantes, el municipio de Grant estaba compuesto por el 98,44 % blancos, el 0,62 % eran amerindios y el 0,93 % eran de una mezcla de razas. Del total de la población el 0,93 % eran hispanos o latinos de cualquier raza.